# Microdon behara
Microdon behara är en tvåvingeart som först beskrevs av Seguy 1951.  Microdon behara ingår i släktet myrblomflugor, och familjen blomflugor.
Artens utbredningsområde är Madagaskar. Inga underarter finns listade i Catalogue of Life.